# Филип V (Испания)
Филип V Бурбон или Филип д'Анжу (на френски: Philippe d’Anjou; * 19 декември 1683; † 9 юли 1746) е френски принц и испански крал (1700 – 1724, 1724 – 1746), първият представител на Бурбонската династия в Испания.

## Произход
Филип е роден във Версай на 19 декември 1683 г. и е втори син на френския велик дофин Луи дьо Бурбон и Мария Анна Виктория Баварска. и така внук на Луи XIV и на испанската инфанта Мария-Тереза и от раждането си носител на титлата Херцог Д'Анжу.

## Възцаряване
На 1 ноември 1700 г. умира испанският крал Карлос II, последният мъжки представител на Хабсбургската династия в Испания, което прекъсва мъжката линия на унаследяване на испанския престол. Преди смъртта си Карлос II посочва за възможни свои наследници Филип и друг свой племенник - ерцхерцог Карл Хабсбург-Австрийски, син на Леополд I, император на Свещената Римска империя и Маргарита-Тереза, сестра на Карлос II. 
Разгаря се спор, чии права върху испанския престол са по-големи. Привържениците на Филип се позовават на това, че баба му е по-голямата дъщеря на крал Филип IV Испански, но тези на Карл Австрийски посочват, че когато тя се е омъжила за Луи XIV, официално е декларирала отказ от правата си върху испанския престол, което се отнасяло и за потомците ѝ, докато Маргарита-Тереза не е била принудена да прави това. Французите официално се противопоставят на този довод, като изтъкват, че богатата зестра на Мария-Тереза Испанска, която Франция е трябвало да получи в замяна на този отказ, не е била изплатена, което според подписания преди сватбата договор е достатъчно основание за анулиране на декларацията, с която тя се е отказала от испанското престолонаследие. След дълги преговори между испанския кралски съвет и бащата на Филип Бурбон се стига до споразумение, според което Филип получава кралската корона на Испания, но в замяна на това той и потомците му официално ще бъдат заличени от списъка с наследниците на френския престол.
Вече обявен за испански крал, Филип е приветстван от испански посланик в Париж с прочувствена реч на испански език, която става нужда да му превеждат, тъй като до този момент той все още не е изучавал език на бъдещите си поданици. 
На 2 ноември 1701 Филип V се жени за втората си братовчедка, 13-годишната Мария-Луиза Савойска, дъщеря на Виктор-Амадей II и Анна-Мария Орлеанска.

## Крал на Испания (1700 – 1746)

### Външна и вътрешна политика
При управлението си Филип V започва процес за централизиране на испанската династична конфедерация, първата стъпка на който е ликвидирането на автономията на областите от Арагонската корона. С декретите от Нуева Планта тя и нейните институции са отменени, а Арагон и останалите земи в короната му (Каталония и Валенсия) са превърнати в обикновени испански провинции, подчинени на централната испанска администрация. Филип V налага в страната абсолютизъм от френски тип и дава възможност за силно културно влияние на Франция. От друга страна Филип V не се отказва от опитите да си върне част от изгубените испански владения. По инициатива на Изабела Фарнезе Испания започва Войната на четворния съюз и помага на Франция във Войната за полското наследство и във Войната за австрийското наследство. Така тя успява да отвоюва Неапол и Сицилия от Австрия и Оран от Османската империя. Освен това към края на управлението си Филип V успешно отблъсква британско проникване в испанските колонии в Централна и Южна Америка по време на т.нар. Война за ухото на Дженкинс.
По времето на Филип V са предприети и първите стъпки за възстановяването на испанската икономика от стагнацията, обхванала страната при управлението на последните Хабсбурги.
Филип V е страдал от епилепсия и все по-задълбочаващи се депресия и меланхолия, позволяват на втората му съпруга, Изабела Фарнезе, да играе активна роля в управлението на страната. Голяма помощ за подобряването на състоянието на краля изиграва силната му привързаност към кастрат-сопраното Фаринели, който в продължение на 20 години всяка вечер изпълнява 4 арии пред краля, преди той да си легне.
По време на своето управление Филип V благоприятства търговията с испанските притежания в Америка. От тази атлантическа търговия се появяват важни фигури във военноморската история на Испания, сред които се откроява корсарът Амаро Парго, който често е бил облагодетелстван от царя, за да извърши своите набези.

### Война за испанското наследство
Обявяването на Филип за испански крал е посрещнато остро от останалите европейски държави. Още през 1702 г. на Франция се налага да защитава с оръжие правото на Филип върху испанската корона. Войната продължава цели единадесет години и завършва с подписването на договора от Утрехт, с който Филип е признат от редица държави за законен испански крал, в замяна на което от Испания отпаднали териториите на Менорка, Гибралтар, Испанска Нидерландия, Неапол, Милано, Сардиния и Сицилия.
Цената, която Испания плаща, за да бъде признат новият ѝ крал, e доста висока, тъй като испанските територии в Европа значително намаляват. Освен това окончателно тя преотстъпва мястото си на първа морска сила на Великобритания.

### Брак с Изабела Фарнезе
На 14 февруари 1714 г. умира кралица Мария-Луиза. Същата година Филип V се жени за Изабела Фарнезе, дъщеря на херцога на Парма Одоардо II Фарнезе и Доротея София фон дер Пфалц. Изабела е естественият избор за него поради традиционните испански интереси в италианските провинции и е наследница на пармския трон. Филип V се влюбва в нея от пръв поглед, точно както в бившата си съпруга Мария-Луиза.
Кралица Изабела бързо получава пълно влияние върху Филип, който сам пожелава да бъде доминиран. Съобщава се, че тя има физически чар и целеустременост, интелигентна е и е можела да води разговар, да бъде щастлива, весела и очарователна, но също така и да има амбиции за слава, одобрение и популярност. Според френския посланик херцог Сен Енян тя кара краля да повярва, че това, което тя желае, е неговата воля, и той споделя нейните вкусове и ексцентричности; кралят също така е силно сексуално зависим от жена си поради скрупулите си срещу секса извън брака.
Биполярните депресии на Филип V периодично го оставят парализиран и неспособен да се справя с държавни дела, по време на които тя се занимава с тях: такива периоди има през 1717, 1732, 1728, 1731, 1732 – 33 и 1737 г.

### Абдикация и смърт
На 14 януари 1724 г. умореният Филип V абдикира в полза на сина си Луис, роден от предишния му брак, и се оттегля в Кралския дворец Ла Гранха, но по време на управлението му Изабела запазва властта си. Седем месеца по-късно Луис умира от едра шарка, което налага отново Филип V да заеме престола. 
Филип V умира на 9 юли 1746 г. и е погребан в двореца Ла Гранха. Наследява го Фернандо VI.

## Деца
От първата си съпруга Мария-Луиза Савойска има децата:
- Луи-Филип (1707 – 1724), крал на Испания
- Филип-Луи (*/† 1709)
- Филип-Пиер (1712 – 1719)
- Фернандо VI (1713 – 1759), крал на Испания

От втората си съпруга Изабела Фарнезе има децата:
- Карлос III (1716 – 1788), крал на Испания (1759 – 1788), крал на Неапол (като Карл VII) и Сицилия (като Карл V) (1735 – 1759) и херцог на Парма (като Карлос I) (1732 – 1735)
- Франсиско (*1717; † 1717)
- Мариана-Виктория (1718 – 1781), кралица-консорт на Португалия
- Филип (1720 – 1765), херцог на Парма, Пиаченца и Гуастала (1748 – 1765), основател на страничната линия Бурбон-Парма, която управлява до 1860
- Мария Тереза Антония Рафаела (1726 – 1746), испанска инфанта и дофина на Франция
- Луис Антонио Хаиме (1727 – 1785), инфант на Испания, кардинал дякон на титулярна църква на Санта Мария дела Скала в Рим, архиепископ на Толедо и примет на Испания, 13-ти граф на Chinchón, познат като Кардинал-инфант
- Мария-Антоанета Фернанда (1729 – 1785), кралица-консорт на Сардиния